# Dorchester (Dorset)
Pour les articles homonymes, voir Dorchester.
Dorchester est une ville du Dorset, Angleterre, arrosée par la Frome. Elle se situe à 32 km à l'ouest de Poole et à 13 km au nord de Weymouth. La population était de 19 060 habitants en 2011. Sa fondation remonte à l'occupation romaine (aqueduc, amphithéâtre). Devenue simple ville de marché au Moyen Âge, elle reprit graduellement de l'importance et fut le théâtre des Assises sanglantes qui suivirent la rébellion de Monmouth. Dotée d'un riche patrimoine architectural, elle fut le lieu d'inspiration de l'écrivain Thomas Hardy, qui l'a rebaptisée « Casterbridge » dans ses romans. 

## Géographie
Le centre de Dorchester se dresse à 55-80 mètres au-dessus du niveau de la mer, sur des coteaux en pente douce au-delà de la berge sud de la Frome. À vol d'oiseau, il se trouve à 11 km au nord de Weymouth, à 29 km au sud de Yeovil dans le Somerset, et à 32 km à l'ouest de Poole. Les faubourgs se sont développés au sud et à l'ouest, car au nord et au nord-est, la croissance urbaine est limitée par le lit majeur et les prairies inondables du fleuve.
Les franges sud et ouest de la ville sont classées Area of Outstanding Natural Beauty. Elles sont traversées par le chemin du Dorset Sud, dernier tronçon à l'ouest du sentier européen E9. Il y a plus de 500 édifices pré-romains le long des crêtes des collines crayeuses  : des tumulus, des alignement mégalithiques et des oppidums ; plusieurs vestiges archéologiques sont exposés au musée du comté de Dorset de Dorchester.
Le socle du site s'est formé aux âges Coniacien, Santonien et Campanien du Crétacé supérieur, recouvert par endroits par des dépôts glaciaires du Quaternaire. Le substrat est une craie d'origine variée. Les dépôts glaciaires se terminent  en surface par des silex argileux à l'ouest dans le faubourg de Poundbury ; ce sont des alluvions dans le lit majeur de la rivière, et des bancs de colluvions peu stratifiés, surtout aux confins nord-est et sud-ouest de la ville.

## Histoire

### De la Préhistoire à l'occupation romaine
Les origines de Dorchester remontent aux temps préhistoriques. Les premières traces d'habitat se trouvent à 3 km au sud-ouest de l'actuel centre-ville, non loin de Maiden Castle, un vaste oppidum de l'Âge du fer, l'un des plus importants de la Bretagne pré-romaine. Diverses tribus s'y sont succédé depuis 4000 av. J.-Chr. C'est probablement celle des Durotriges qui occupait le site à l'arrivée des Romains en 43 de notre ère.
En 70, les Romains avaient triomphé des tribus locales et établi une garnison, qu'ils appelèrent Durnovaria, mot gaulois où l'on retrouve durn (poing). Le nom est certainement liés à celui de la tribu locale des Durotriges.
Durnovaria apparaît sur l'Itinéraire d'Antonin du IVe siècle : occupant un important carrefour, c'est une place de marché desservant la région.
On peut encore voir les ruines des remparts romains qui défendaient la ville, notamment au rond-point de Top 'o Town ; ailleurs, le tracé a été repris par un circuit de forme carrée, The Walks. Il y a aussi les ruines d'une villa romaine (Roman Town House) près du siège du comté.

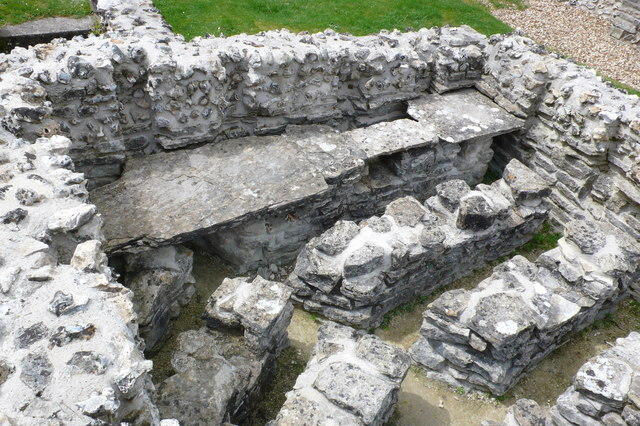
Vestiges d'une villa romaine (Roman Town House) près du siège du comté, avec l'hypocauste.

Les travaux publics ramènent sans cesse à la surface des vestiges d'époque romaine : en 1936, on a découvert dans South Street 22 000 pièces de monnaie romaine du IIIe siècle. Plus tard, on a découvert des pièces d'argent et de cuivre appelées Dorn pennies, une bague en or, une statue en bronze du dieu Mercure et une  section pavée. Le Musée du Comté possède beaucoup d'autres objets d'époque romaine. 
Les Romains avaient construit un aqueduc, dont une partie a été exhumée en 1900 : c'était un fossé taillé à même la craie et contournant les collines. On pense que l'eau était soutirée de la Frome à Notton, à 18 km en amont de Dorchester. Maumbury Rings, près du centre-ville, est un antique henge converti par les Romains en amphithéâtre. Au nord-ouest, on retrouve l'oppidum de Poundbury Hill.
On n'a que peu de renseignements sur le destin de Durnovaria après l'évacuation romaine. Le nom a passé au vieux gallois Durngueir, attesté chez Asser au IXe siècle,. La région est restée sous administration celtique jusqu'au milieu du VIIe siècle, et le cimetière britto-romain de Poundbury a continué d'être entretenu. Dorchester était peut-être la capitale du royaume de Domnonée.

### Moyen Âge
L'un des premiers raids de Vikings est survenu à l’Île de Portland, au large de Dorchester, vers 790. Selon les annales de St Neots, le reeve d'Alfred le Grand aurait rassemblé quelques-uns de ses hommes pour venir à la rencontre de marins étrangers qu'il prit pour des marchands. Parvenu au navire des Danes, il leur demanda de le suivre auprès du palais royal ; alors ces Vikings le tuèrent, lui et ses hommes.
Dès 864, les terres entourant Durnovaria étaient contrôlées par des Saxons qui se qualifiaient de Dorsaetas, c'est-à-dire « colons de Dor » (pour Durnovaria). La ville prit le nom de Dornwaraceaster ou Dornwaracester, combinaison du toponyme britto-celtique Dor/Dorn avec le suffixe vieil-anglais cester, corruption du latin castra (camp romain). Le nom a évolué vers Dorncester/Dornceaster puis Dorchester. 
À l'époque de conquête normande, Dorchester avait beaucoup perdu de son rayonnement ; les Normands, il est vrai, y avaient édifié un château, mais qui n'a pas subsisté. Elle ne retrouva son lustre qu'à la fin du Moyen Âge, s'imposant alors comme un carrefour commercial et le centre politique du Dorset méridional, grâce à ses filatures et au commerce du drap, activité qui se maintint jusqu'au XVIIe siècle. À l'époque d'Édouard III (1312-1377), la ville était administrée par des baillis et des échevins, dont le nombre était passé à quinze sous le règne de Jacques Ier (1603-1625).

### Époque moderne
« La ville est populeuse malgré sa taille, ses rues sont larges, mais ses bâtiments vétustes et peu élevés ; toutefois, on y trouve bonne compagnie, et abondante ; et un homme qui chercherait à se retirer du monde se trouverait aussi à l'aise à Dorchester que dans toute autre ville d'Angleterre que je connaisse. »

— Daniel Defoe, A tour thro' the whole island of Great Britain (1724–26).

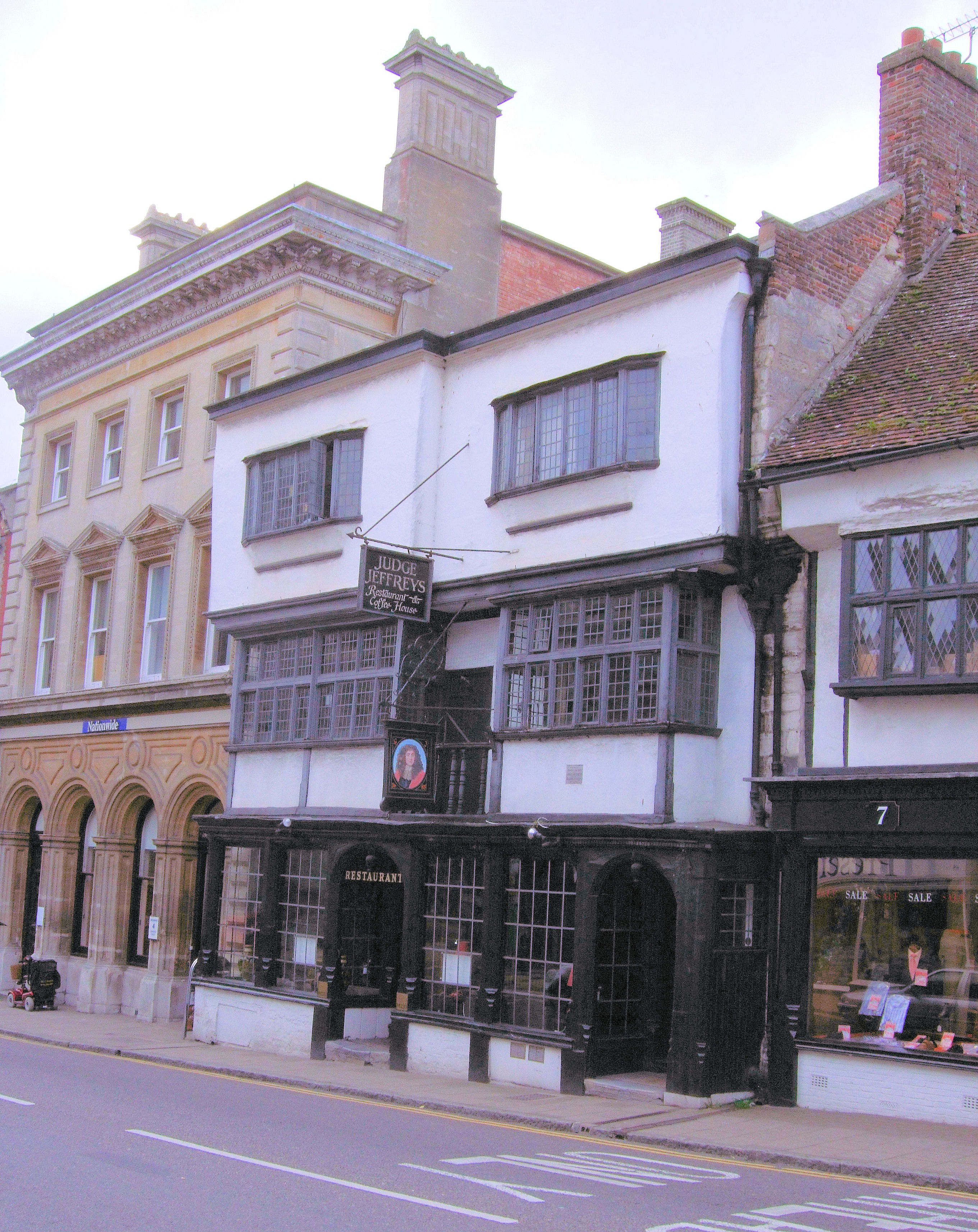
La maison du juge Jeffreys, qui présida aux Assises sanglantes de 1685, est aujourd'hui un restaurant de High West Street.

Aux XVIIe et XVIIIe siècles, Dorchester fut affectée par plusieurs graves incendies : celui de 1613, le plus dévastateur de tous, fut provoqué par la surchauffe du chaudron de suif d'un chandelier. Il entraîna la destruction de 300 maisons et de deux églises (église de Tous les Saints et église de la Sainte Trinité). Celui de  1622 partit d'une malterie ; celui de 1725, d'une brasserie et enfin celui de 1775, d'une savonnerie. C'est pourquoi peu d'édifices anciens ont subsisté jusqu'à aujourd'hui : citons la maison du juge Jeffreys et un hospice d'époque Tudor. Parmi les reconstructions de l'époque georgienne, beaucoup, comme l'Hôtel du comté, sont en pierre de Portland. L'hôtel de ville date de 1791 et surplombait un marché.
Au XVIIe siècle, la ville s'imposa comme le tremplin de l'émigration des Puritains vers l'Amérique, et l'ancien de la congrégation, John White, organisa les vagues successives de colons pour la fondation de Dorchester (Massachusetts). La première campagne de colonisation eut lieu au Cap Ann, où des pêcheurs devaient embarquer sur les vaisseaux une fois rentrés l'année suivante, afin que la colonie prenne son autonomie de subsistance ; mais le site d'accueil s'avéra hostile, et il fallut déplacer les colons vers l'actuelle ville de Salem. En 1628, cette entreprise bénéficia d'un privilège royal : c'est ainsi que la « Compagnie de la Baie du Massachusetts », forte de 300 colons dès la première année, vit le jour.
En témoignage à son dévouement à la cause des dissidents puritains, White passe pour le fondateur de la Colonie de la baie du Massachusetts (certains commentateurs ont attribué cette méprise au fait que White, contrairement à John Winthrop, n'est jamais allé en Amérique).
En 1642, juste avant que n'éclate la Première révolution anglaise, un chapelain catholique, Hugh Green, y fut exécuté et son cadavre, profané. La ville résista longtemps aux Royalistes tandis que le reste du Dorset acquérait le record des « retournements de veste », l’aristocratie des campagnes environnantes changeant d’allégeance à de multiples reprises. 
En 1643, la ville fut prise d'assaut par Robert Dormer (1er comte de Carnarvon), à la tête de 2 000 hommes. Ses remparts étant inadaptés, elle se rendit promptement, évitant le pillage. Elle demeura encore quelque temps aux mains des Royalistes, puis fut reprise par les Puritains.
En 1685, le coup de force du duc de Monmouth, appelé Rébellion de Monmouth, se solda par un échec : au cours des Assises sanglantes qui suivirent, près de 300 de ses partisans furent condamnés à mort ou à l'exil par le juge Jeffreys.

## Lieux et monuments
- Le portail sud de l'église Saint-George, remontant à la fin du XIe siècle, est doté d'un tympan en pierre de Caen, représentant l'apparition de Saint George, entouré de soldats, à la bataille d'Antioche. Le collatéral sud et le porche nord datent du XIIe siècle[29]. L'église Saint-Pierre date pour l'essentiel d'après 1420, mais elle conserve la nef sud de l'église du XIIe siècle qu'elle a remplacée. Elle conserve plusieurs décors gothiques anglais, notamment des statues et un gisant du XIVe siècle. Thomas Hardy a subventionné la construction de la sacristie et du chancel[30] en 1856-7.
- Le Dorset County Museum abrite une collection commémorative à la mémoire de l'écrivain de terroir Thomas Hardy.
- La propriété de Max Gate, construite en 1885 en périphérie de la ville, fut la résidence de Thomas Hardy, qui y a vécu jusqu'en 1928.

## Personnalités liées à la ville
- Thomas Hardy (1840-1928). Écrivain né et mort à Dorchester.
- Paul Hillier (1949), né à Dorchester. Baryton et chef de chœur.
- Keith Shackleton (1923-2015), peintre britannique, est mort à Dorchester.
- Frederick Treves (1853-1923). Médecin né à Dorchester. Connu pour avoir traité le patient Joseph Merrick (1862-1890), surnommé « Elephant Man ».

## Jumelages
- Bayeux (France)[31]
- Lübbecke (Allemagne)[31]
- Holbæk (Danemark)[31]